# Dead Can Dance (álbum)
Dead Can Dance é o primeiro álbum de estúdio da banda homónima Dead Can Dance, lançado em Fevereiro de 1984. Este álbum difere grandemente dos álbuns posteriores da banda, particularmente em termos da fusão étnica. Este álbum já foi descrito como gótico, industrial e mesmo pós-punk.
As faixas 11, 12, 13 e 14 foram originalmente lançadas no EP Garden of the Arcane Delights, e posteriormente adicionadas a este álbum quando foi lançado em CD.
| Críticas profissionais                                                      | Críticas profissionais |
| Avaliações da crítica                                                       | Avaliações da crítica  |
| Fonte                                                                       | Avaliação              |
| --------------------------------------------------------------------------- | ---------------------- |
| All Music Guide                                                             | [ 1 ]                  |
| Esta tabela precisa de ser acompanhada por texto em prosa. Consulte o guia. |                        |

## Faixas

### Dead Can Dance
1. "The Fatal Impact" – 3:31
2. "The Trial" – 3:42
3. "Frontier" – 3:13
4. "Fortune" – 3:47
5. "Ocean" – 3:21
6. "East of Eden" – 3:23
7. "Threshold" – 3:34
8. "A Passage in Time" – 4:03
9. "Wild in the Woods" – 3:46
10. "Musica Eternal" – 3:51

### Garden of the Arcane Delights
1. "Carnival of Light" – 3:31
2. "In Power We Entrust the Love Advocated" – 4:11
3. "The Arcane" – 3:49
4. "Flowers of the Sea" – 3:28